# Centre des auteurs dramatiques
 (novembre 2023).
Fondé en 1965, le Centre des auteurs dramatiques (CEAD) est une association de dramaturges et de gens de théâtre qui a pour mission le soutien, la promotion et la diffusion des écritures dramatiques francophones du Québec et du Canada.  Ses archives  conservent une riche documentation sur le théâtre québécois et une vaste collection de pièces et de manuscrits.  Le CEAD décerne chaque année le prix Gratien-Gélinas et prix Michel-Tremblay.